# Chòm sao Trung Quốc cổ đại
Các chòm sao Trung Quốc cổ đại không giống với các chòm sao của người phương Tây, vì sự phát triển độc lập của thiên văn học cổ đại Trung Quốc. Những nhà quan sát bầu trời của Trung Quốc cổ đại chia bầu trời đêm theo cách khác, nhưng cũng có một số điểm tương tự.
Các nhà thiên văn cổ Trung Quốc đã chia phần bầu trời mà họ quan sát thấy thành 31 khu vực, gồm Tam viên (三垣, sān yuán) và Nhị thập bát tú (二十八宿, èrshíbā xiù).
Phần phía bắc quanh Bắc cực và mảng sao Bắc Đẩu có ba "viên" (垣, yuán) tức Tam viên: Tử Vi viên, Thái Vi viên và Thiên Thị viên.
Phần tương ứng với 12 cung hoàng đạo của phương Tây là 28 tú (宿 Xiu) tức nhị thập bát tú.
、